# نبرد کادیس (۱۷۰۲)
نبرد کادیس در اوت و سپتامبر ۱۷۰۲ میلادی میان اسپانیا و دول انگلستان و جمهوری هلند رخ داد. کادیس در جنوبی‌ترین بخش اسپانیا قرار داشت و مرکز مهم تجاری میان اسپانیا و مستعمرات آن در آمریکا بود.
تصرف این بندرگاه باعث می‌شد که متفقین به مرکز مهم و استراتژیکی دست پیدا کنند و از این طریق ناوگان هلند و انگلستان می‌توانستند بر کلیهٔ مدیترانه غربی مسلط شوند.